# Listă de dramaturgi ucraineni
Aceasta este o listă de dramaturgi ucraineni în ordine alfabetică:

## G
- Vasili Afanasevici Gogol-Ianovski

## H
- Iaroslav Halan
- Semen Hulak-Artemovski

## I
- Miroslav Irchan

## K
- Vasili Kapnist (1758 - 1823)
- Marko Kropivnițki [1]

## L
- Oleh Lysheha

## M
- Petro Maha

## O
- Oleksandr Oles

## P
- Petro Panci
- Olena Pchilka

## S

### Ș
- Taras Șevcenko

## U
- Lesia Ukrainka

## Vezi și
- Listă de piese de teatru ucrainene
- Listă de scriitori ucraineni
- Listă de dramaturgi